# 倪文玲
倪文玲博士，JP（英語：是前香港田徑及划艇隊運動員，退役後曾於香港康體發展局工作，2000年加入和記黃埔有限公司，同年獲選香港十大傑出青年。現為屈臣氏集團 集團行政總裁，於2012年獲香港政府委任為太平紳士。公職方面，她為香港體育學院前董事、香港精英運動員協會副會長、香港弱智人士體育協會榮譽顧問，亦為傑出青年協會前副主席。倪文玲是首位取得香港政府獎學金赴澳洲攻讀體育行政學士的運動員，並取得最傑出學生行政人員獎。
倪文玲於2000年擔任亞洲電視悉尼奧運會的主持人之一，於2008年在無綫電視負責2008年夏季奥林匹克运动会部分項目的評述工作。

## 簡歷
倪文玲生於香港，早年就讀瑪利諾修院學校，1981年當時有體育老師介紹田徑學會，並邀請同學出席訓練，膽小的倪文玲直到三個星期後才敢上第一課的田徑訓練，自此愛上田徑，並憑先天的體型優勢加上後天的努力，在田徑場上闖出好成績，於1985年至1987年連續三年獲選學屆田徑最佳女子運動員和香港業餘田徑總會最佳新秀女運動員。1984年倪文玲首次代表香港隊出席菲律寶公開賽，贏得個人第一面國際性金牌。1986年，她首次打破香港青年組的铅球及七項全能紀錄，同時亦打破香港的擲鐵餅紀錄。翌年倪文玲五次改寫香港擲鐵餅紀錄。
1988年於中七高考前夕，倪文玲參加奧運選拔賽的标枪項目，雖然精神不集中及身體疲累，首兩擲己造出個人最佳的成績，拼盡力作出第三擲希望會有更好的成績，但在擲出的一剎那突然倒地，結果証實左膝前十字韌帶折斷，醫生表示以後很難再繼續在田徑比賽做出突破成績。當年，倪文玲考畢公開試而成績未及考進大學，但獲香港政府首次提供一個「體育管理海外課程獎學金」計劃，在香港業餘田徑總會大力推薦下，她成為取得獎學金赴澳洲升學的首名香港運動員。1989年至1991年在澳讀書期間，她既在坎培拉大學修讀體育行政學士，又沒放棄訓練，於1989年當地田俓會獲選季度最佳運動員。她於1991年在澳洲再次打破香港擲鐵餅紀錄，學業方面亦因成績卓越獲全國體育行政獎學金及於1992年獲得坎培拉大學勳章（學術優異獎）。回港前倪文玲接受手術接駁韌帶，傷勢復原速度比預期更快，但心理障礙使她永不再執起標槍。
倪文玲畢業返回香港後，其時香港划艇代表隊教練正在找尋具有天資的划艇運動員，雖然不熟水性，她仍然放膽一試。1992年，倪文玲入選香港划艇代表隊，於1993年亞洲錦標賽取得雙人雙槳亞軍。翌年，倪文玲於廣島亞運會中為香港取得一面雙人雙槳銅牌。同時，她在該段時期正任職香港康體發展局康體發展主任。
倪文玲胞弟為著名排球教練倪震權，在長沙灣天主教中學任體育科教師，現任香港男子青年排球代表隊主教練。

## 榮譽
田徑
- 香港學界最佳運動員：1985-1987年（連續3年）[3]；
- 香港田總最佳青年運動員：1985-1987年（連續3年）[4]；
- 南華早報最佳學生運動員：1988年[3]

划艇
- 亞洲划艇錦標賽銀牌：2003年；
- 廣島亞運會雙人雙槳銅牌：2004年（伙拍曾巧玉）[5]；

個人
- The Visionary Women Awards 2024, Haper Bazaar  https://www.harpersbazaar.com.hk/lifestyle/Visionary-Women-Awards-2023
- Executive of the Year 2023, BW Confidential https://www.bwconfidential.com/bw-confidential-recognizes-a-s-watson-and-malina-ngai-at-the-beauty-party-in-cannes/ （页面存档备份，存于）
- Executive of the Year 2023, Stevie International Business Award https://watson.aswatson.com/asw-pulse/as-watson-celebrates-resounding-success-at-international-business-awards/ （页面存档备份，存于）
- Most Successful Women 2023, Jessica Magazine https://www.jessicahk.com/msw2023-malina-ngai （页面存档备份，存于）
- 澳洲體育人員行政協會最佳學生體育行政人員獎：1991年[3]
- 香港十大傑出青年：2000年[6]；

## 外部連結
- 康文署：普及健體大使 （页面存档备份，存于）
- 體育事工聯盟運動員見證：倪文玲 （页面存档备份，存于）